# Bahnhof Ryomgård
Der Bahnhof Ryomgård liegt im dänischen Ort Ryomgård und ist ein Bahnhof der Grenaabane, die nun Teil der Aarhus Letbane ist. Der Bahnhof war viele Jahre Djurslands wichtigster Eisenbahnknotenpunkt.

## Geschichte
1873 wurde beschlossen, eine 64 km lange Eisenbahnstrecke von Randers nach Grenaa zu bauen. Hintergrund war, dass der lange und schmale Randers Fjord im Winter oft zufror. Da es noch keine wirksamen Eisbrecher gab, war der Hafen der Stadt für einige Wintermonate vom Schiffsverkehr abgeschnitten. Der Hafen von Grenaa hingegen war meist eisfrei und ein naheliegendes Ziel für eine Eisenbahn.
Gleichzeitig sollte eine Bahnstrecke durch Djursland ein Vorteil für das Geschäftsleben von Randers sein. Dies wurde in Aarhus mit Nervosität beobachtet und so wurde vereinbart, zur geplanten Grenaabane eine 40 km lange Eisenbahnstrecke von Aarhus nach Ryomgård zu bauen. Die beiden Strecken waren Privatbahnen der Gesellschaft Østjydske Jernbane (ØJJ). Die Wagen wurden von Scandia in Randers geliefert.

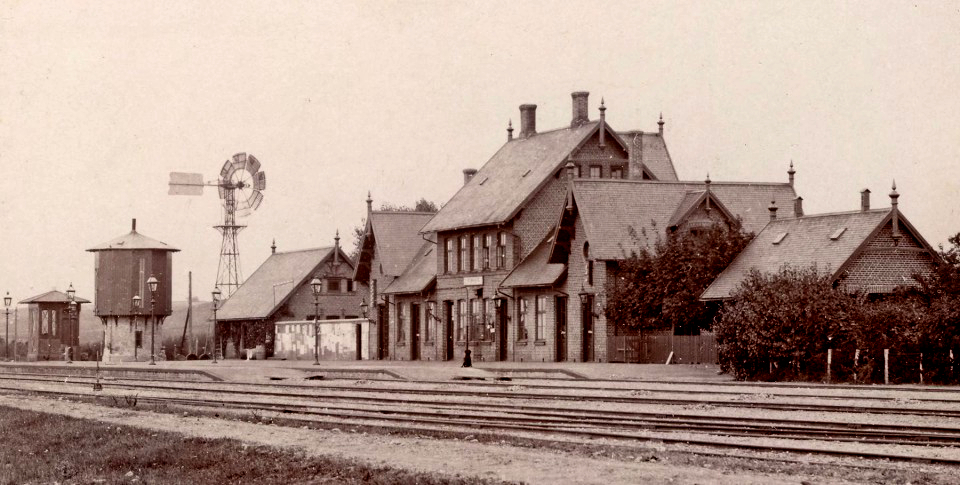
Ryomgård mit Wasserturm (1890)

Bereits beim Bau der Strecken war bekannt, dass sich diese in Ryomgård vereinigen würden. Daher wurde das Bahnhofsgebäude größer gebaut als die anderen Stationen in Djursland. Neben Büros und Posträumen befand sich im Bahnhofsgebäude ein Restaurant. Ryomgård erhielt außerdem ein Lagerhaus sowie einen doppelspurigen Lokomotivschuppen, der sich südlich der Hauptgleise befand. Am westlichen Ende des Hauptgebäudes wurde ein Wasserturm errichtet. Da noch kein Strom vorhanden war, wurde das Wasser von einer von einem Windrad angetriebene Pumpe in den Turm gepumpt. Neben dem Wasserturm befanden sich zwei Büros für die Mitarbeiter der Bahngesellschaft.
Um den Bahnhof herum befanden sich bei der Eröffnung nur einige Häuser und ein Ziegelwerk. H. Mourier-Petersen, der Eigentümer des Gutes Gammel Ryomgård, weigerte sich, Land für Wohnzwecke freizugeben. Es wurden nur einige weitere Häuser, eine Herberge und eine Molkerei errichtet. Mourier-Petersen starb 1903, und der neue Gutsbesitzer, Hofjagdmeister Holten Castenskjold, hatte eine andere Einstellung. Weitere Gebäude und Geschäfte entstanden. Der Gasthof wurde erweitert und in Elles Hotel (später Ryomgård Hotel) umbenannt.

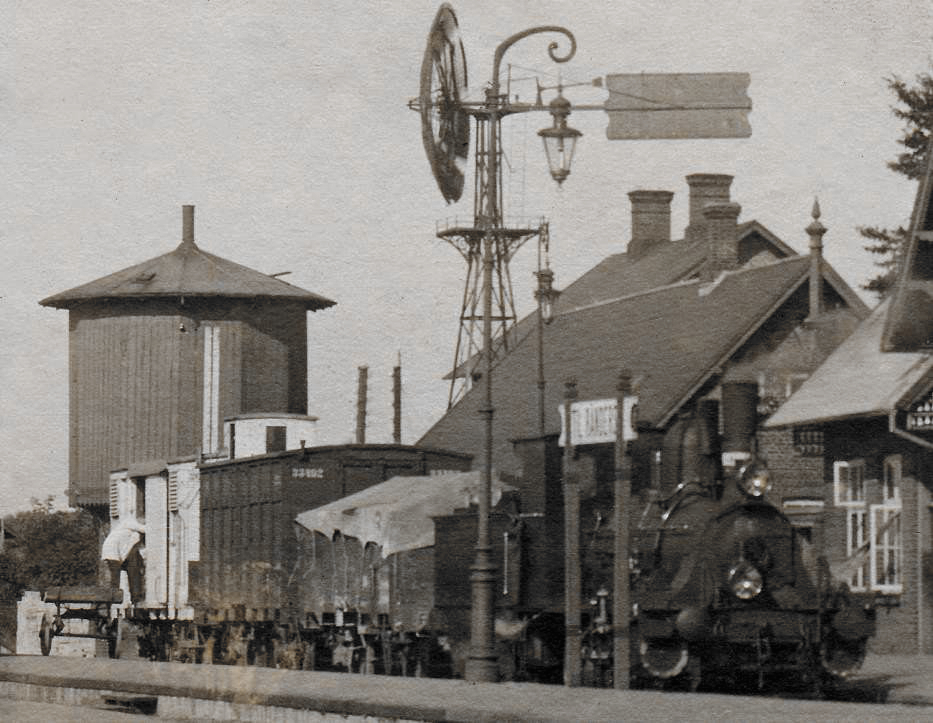
Ryomgård, Zug mit Lokomotive J 4 (1913)

### Østjyske Jernbane (ØJJ)
Østjyske Jernbane eröffnete am 26. August 1876 den Abschnitt Randers–Ryomgård–Grenaa und am 1. Dezember 1877 den Abschnitt Aarhus–Ryomgård. Täglich fuhren drei Züge in jede Richtung. Die Gesellschaft hatte von Anfang an eine schlechte wirtschaftliche Entwicklung, so dass beide Strecken 1885 von Danske Statsbaner (DSB) übernommen wurden.

### Ryomgård-Gjerrild-Grenaa Jernbane (RGGJ)
Am 5. Dezember 1911 wurde die private Bahnstrecke Ryomgård–Gjerrild (Gjerrildbanen) eröffnet, die am 27. Juni 1917 von Gjerrild nach Grenaa verlängert wurde. Die Gjerrildbane nutzte den DSB-Bahnhof und verfügte über einen eigenen 100 m langen Bahnsteig am Hauptgleis, der zu einer  Drehscheibe führte.

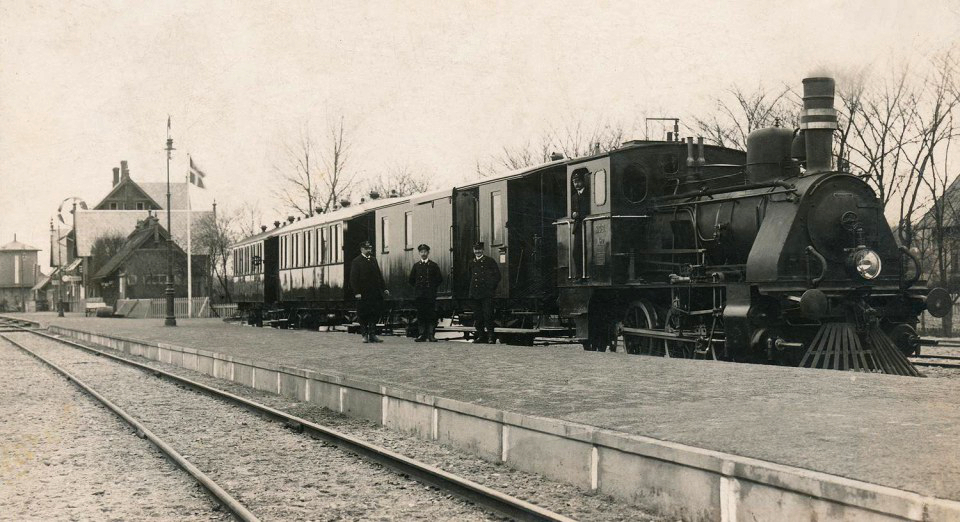
Ryomgård – Bahnsteig der Gjerrildbane (1911)

Östlich des Bahnhofsgebäudes befanden sich drei Gleise sowie die Drehscheibe mit 6½ m Durchmesser und ein Kohlenbansen. Daran schloss sich ein 14 m langer eingleisiger Lokschuppen an, in dem ein Materialraum sowie ein Übernachtungsraum für das Lokpersonal vorhanden war.
Der Wasserturm des Bahnhofs war nicht groß genug, um sowohl die Lokomotiven der DSB und der Gjerrildbane zu versorgen. Daher wurde dieser 1914 abgerissen und  durch einen größeren ersetzt, der noch existiert und das Wahrzeichen der Stadt ist.

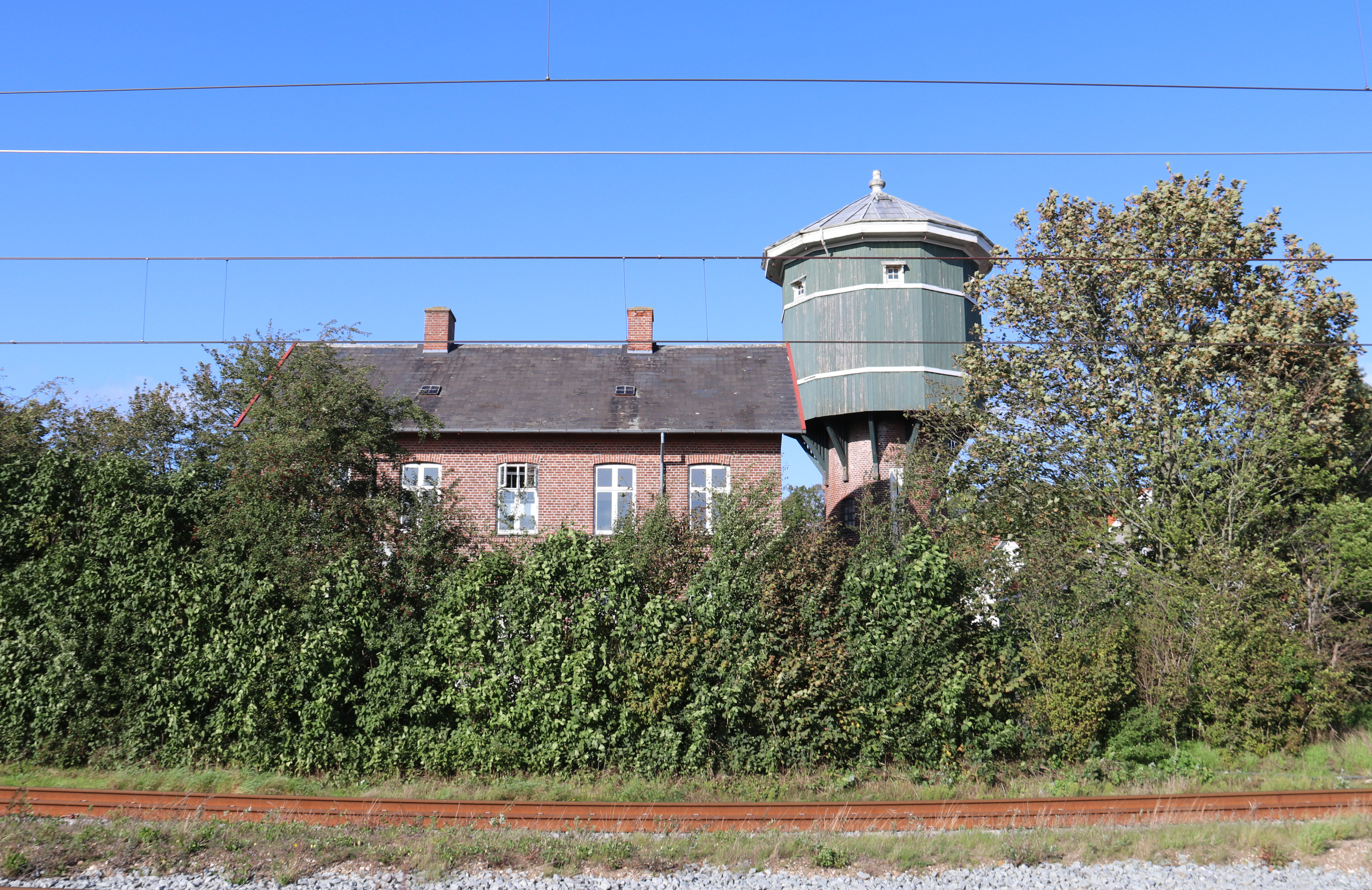
Ryomgård, Wasserturm

Die Gesellschaft kämpfte jahrelang mit Verlusten. 1956 einigten sich die Kommunen und das Amt darauf, den Defizit nicht weiter zu decken. Direktor la Cour besaß mit der Firma Pindstrup Mosebrug eine Niederlassung in Stenvad, von der aus große Mengen Torf und Torfstreu mit der Bahn verschickt wurden. La Cour bot an, den Streckenteil Ryomgård–Stenvad auf eigene Rechnung zu betreiben, jedoch kam es zu keiner Vereinbarung mit dem Liquidationsausschuss. Am 30. Juni 1956 fuhr der letzte Zug der Ryomgård-Gjerrild-Grenaa-Bahn (RGGJ) von Ryomgård ab. In den folgenden Monaten wurden die Gleise abgebaut.

## Danske Statsbaner (DSB)
Bis 1905 wuchs der Verkehr auf täglich fünf Zugpaare in jede Richtung. Zeitweise war eine Reservelokomotive in Ryomgård stationiert. Der zweigleisige Lokschuppen von 1876 war zu klein und stand der Erweiterung der Gleisanlagen im Wege. Als Ersatz wurde 1908 am westlichen Ende des Bahnhofsbereichs ein neuer dreiständiger Schuppen mit einer Drehscheibe vor dem Gebäude errichtet.

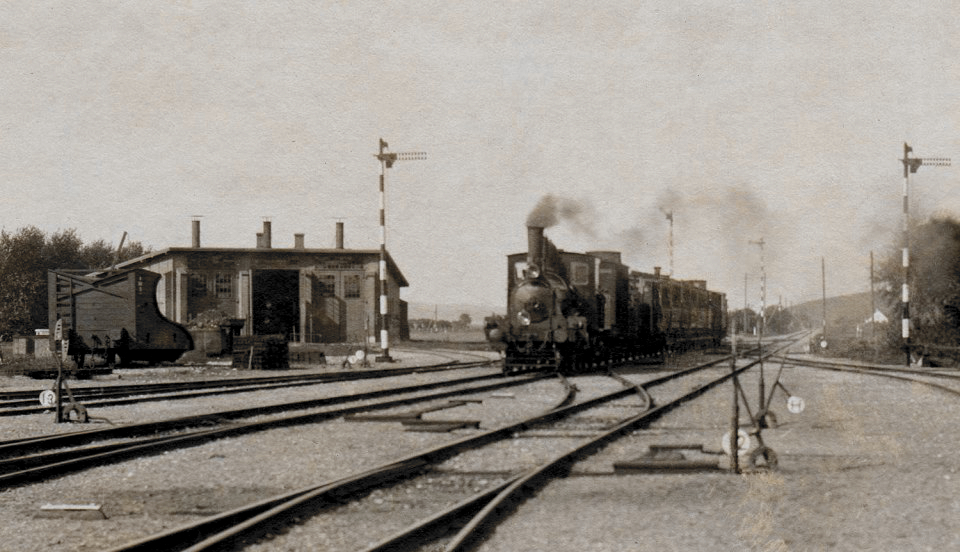
Ryomgård, der neue dreiständige Lokschuppen (1915)

Eine Volkszählung im Februar 1911 zeigte, dass das Leben von 45 Personen direkt von der Eisenbahn abhing.
Südlich der Haupt- und der Verladegleise wurde 1913 ein Abstellgleis gebaut. Damit wurde die neue Firma Andelsselskabet Kartoffeltørreriet angeschlossen. 1926 wurden einige Gebäude für Dansk Andels Ægeksport umgebaut. Ab 1959 wurden in diesen Gebäuden die sogenannten Jiffy-Töpfe hergestellt. Hierbei handelt es sich um Töpfe, die zum Anpflanzen verwendet werden, wobei sich der Topf auflöst, damit die Pflanze frei wachsen kann. Das Abstellgleis wurde seit den 1960er Jahren nicht mehr benutzt und entfernt.
Am 2. Mai 1971 wurde der Personenverkehr auf der Bahnstrecke Randers–Ryomgård eingestellt. Der Güterverkehr zwischen Randers und Pindstrup verblieb bis 1993. Die Grenaabane von Aarhus nach Grenaa wurde von den DSB bis 2012 alleine und bis 2016 zusammen mit der Odderbane als Aarhus Nærbane mit durchgehenden Zügen zwischen Grenaa und Odder betrieben.

### Aarhus Letbane
Die Aarhus Nærbane wurde am 27. August 2016 wegen Umbau zur Aarhus Letbane geschlossen.  Es wurde angenommen, dass die Grenaabane Anfang 2018 als Teil von Aarhus Letbane wiedereröffnet werden würde. Diese Wiedereröffnung wurde aufgrund einer Sicherheitsüberprüfung auf unbestimmte Zeit verschoben. Die Genehmigung wurde am 25. April 2019 erteilt und die Wiedereröffnung fand am 30. April 2019 statt.
Im Zusammenhang mit der Sanierung hatte die Syddjurs Kommune beschlossen, den Bahnhof zu renovieren und in ein Terminal für Busse und Stadtbahne umzuwandeln. Dabei wurde die Einrichtung des Gebäudes ausgetauscht und Toiletten eingebaut.

## Djurslands Jernbanemuseum
1981 wurde das  Djurslands Jernbanemuseum gegründet, das zuerst in den ehemaligen Posträumen im Bahnhofsgebäude untergebracht war. Bald trat Platzmangel für die vielen Sammelgegenstände auf. Deshalb erwarb es 1995 mit Unterstützung der Stadtverwaltung den früheren Lokomotivenschuppen, sodass neben Uniformen, Fotos, Modellbahnen und weiteren Sammelgegenständen Platz für Fahrzeuge vorhanden war. Das Museum ist seit 2007 eine Abteilung des  Dansk Jernbane-Klub.